# Шиєлі (Бурабайський район)
Шиєлі́ (каз. Шиелі) — село у складі Бурабайського району Акмолинської області Казахстану. Входить до складу Атамекенського сільського округу.
Населення — 173 особи (2021; 211 у 2009, 206 у 1999, 231 у 1989).
Національний склад станом на 1989 рік:
- казахи — 100 %.

У радянські часи село називалось також Шиєли, Шиялі.